# Журавлёвское сельское поселение (Омская область)
Журавлёвское се́льское поселе́ние — муниципальное образование в Тевризском районе Омской области Российской Федерации.
Административный центр — село Журавлёвка.

## История
Статус и границы сельского поселения установлены Законом Омской области от 30 июля 2004 года № 548-ОЗ «О границах и статусе муниципальных образований Омской области»

## Население
| 2010 | 2011 | 2012 | 2013 | 2014 | 2015 | 2016 |
| ---- | ---- | ---- | ---- | ---- | ---- | ---- |
| 395  | ↘394 | →394 | ↗397 | ↘389 | ↘373 | ↘350 |
| 2017 | 2018 | 2019 | 2020 | 2021 | 2023 |      |
| ↘329 | ↘326 | ↘316 | ↘303 | ↘192 | ↘177 |      |

## Состав сельского поселения
| № | Населённый пункт | Тип населённого пункта       | Население |
| - | ---------------- | ---------------------------- | --------- |
| 1 | Вознесенка       | деревня                      | ↘46       |
| 2 | Доронино         | деревня                      | ↘5        |
| 3 | Журавлёвка       | село, административный центр | ↘332      |
| 4 | Кайгарлы         | деревня                      | ↘12       |